# Viola hirtipes
Viola hirtipes är en violväxtart som beskrevs av Spencer Le Marchant Moore. Viola hirtipes ingår i släktet violer, och familjen violväxter. Inga underarter finns listade i Catalogue of Life.